# Monts Piatra Craiului
Les monts Piatra Craiului (allemand : Königstein, hongrois : Királykő-hegység) sont un massif de montagnes des Carpates méridionales en Roumanie.

## Toponymie
L'appellation « Piatra Crai » en roumain fait référence en roumain à son origine géologique, la pierre calcaire. Son appellation en allemand et en hongrois se traduit, quant à elle, par « rocher des rois » ou « rocher du prince ».

## Géographie

### Situation, topographie

Animation en 3D des monts Piatra Craiului.

Le massif de montagnes est situé dans les départements de Brașov et d'Argeș. Elle est limitée à l'ouest par la vallée de Dâmboviṭa, au nord-ouest par la rivière Bârsa et à l'est par le couloir Bran-Rucăr. Elle est incluse dans le parc national Piatra Craiului, qui couvre une superficie de 14 773 hectares.
Les monts Piatra Craiului forment une crête étroite et en forme de scie, d'une longueur d'environ 25 km dont le point culminant est le mont La Om, à 2 238 m d'altitude. La crête très escarpée est considérée comme l'un des plus beaux sites des Carpates.

#### Sommets principaux
Le massif compte de nombreux sommets dépassant les 2 000 mètres d'altitude dont : 
- mont La Om (2 238 m) ;
- mont Padina Popii (2 025 m) ;
- mont Ascuțit (2 150 m) ;
- mont Țimbalul Mare (2 177 m) ;
- mont dintre Țimbale (2 170 m) ;
- mont Sbirii (2 220 m) ;
- mont Căldării Ocolite (2 202 m).

### Géologie

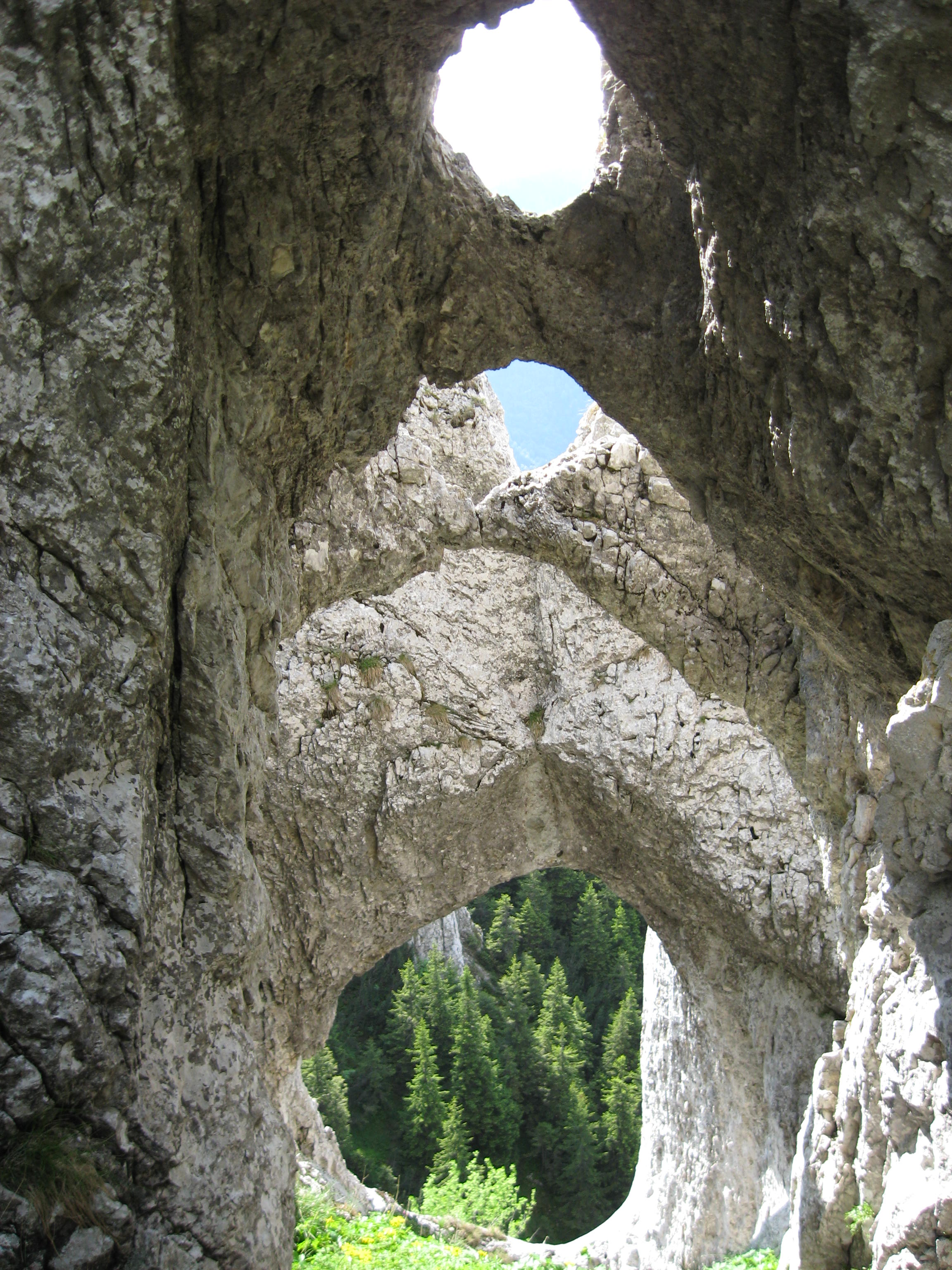
Karst de La Zaplaz.

Les monts Piatra Craiului sont géologiquement différent des massifs et groupes montagneux environnants, les monts Leaota, les monts Bucegi, les monts Făgăraș et les monts Iezer-Păpușa. Alors que ces groupes de montagnes se composent presque exclusivement de roches cristallines, le « Crai », comme on l'appelle souvent, est une « lame » escarpée de roches sédimentaires, principalement des roches calcaires d'âge jurassique, d'une longueur d'environ 25 km, orientée du sud-ouest au nord-est, et d'une largeur d'environ 6 à 8 km dans les directions perpendiculaires correspondantes. Les parois verticales bien connues, d'une hauteur de 400 à 650 m, entre Padina Lăncii și Valea lui Ivan, ont été créées par la redressement à la verticale de strates calcaires.
L'on y trouve également de spectaculaires phénomènes d'érosion karstique du massif calcaire. Les gorges et la grotte de la Dâmbovicioara sont les phénomènes karstiques les plus importants des monts Piatra Craiului. Dans la partie nord-est, on trouve les gorges de « Prăpăstiile Zărneștilor » et de « Moara Dracului », les sources karstiques « Fântânile Domnilor » et de la fontaine de Botorog ainsi que les monumentales arches calcaires de « La Zaplaz », de « Cerdacul Stanciului », de « Peștera Stanciului ». S' y ajoute le grand pierrier de Marele Grohotișla, passage de roches instables de 4 km de long surplombé de hautes falaises calcaires.

### Faune et flore

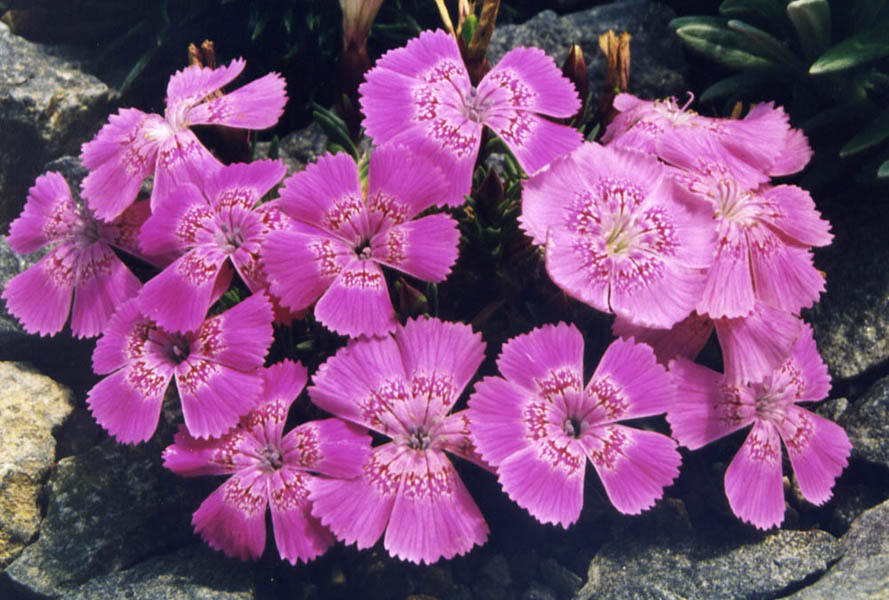
Œillets des monts Piatra Craiului (Dianthus callizonus).

La région de Piatra Craiului est riche en espèces végétales en raison de la prédominance presque absolue du calcaire. On y trouve des espèces uniques de flore et de faune des monts Piatra Craiului comme le Dianthus callizonus. D'autres espèces protégées sont l'edelweiss et la gentiane jaune. Les espèces animales comprennent le chamois, déclaré monument naturel, le cerf, le sanglier, l'ours brun de Roumanie, le lynx, le renard, le loup et l'écureuil.

## Activités

### Tourisme et sports de montagne
Zărnești est le point de départ le plus approprié pour visiter le parc national Piatra Craiului et pour aborder la partie nord du massif.
Une des activités les plus populaires du massif est la randonnée. Il existe de nombreux tracés de randonnée dont certains assez techniques avec des vues panoramiques. Les gorges de « Prăpăstiile Zărneștilor » sont une des attractions les plus populaires du massif en raison de son relief accidenté. Un des tracés les plus spectaculaires est constitué par la partie de crête qui s'étend sur une distance de 9 km entre le mont Turnu et le col Funduri.
Haut lieu de l'escalade en Roumanie, le massif de Piatra Craiului a vu l'ouverture dans les années 1955-1975 d'environ 200 voies d'escalades de difficulté variée. Ceci qui explique l'ancienneté de l'équipement en place et nécessite l'utilisation de matériel personnel d'assurance. L'accès aux voies se fait à partir des localités situées en bas du massif mais également à partir de quelques cabanes telles que celles de la zone Plaiul Foii, la cabane Garofiţa Pietrei Craiului, la cabane Curmătura et la cabane Brusturet.
Au début du mois d'octobre, a lieu une compétition de trail sur un tracé exigeant dans le parc national de Piatra Craiului : le marathon de Piatra Craiului d'une distance de 42 km et un dénivelé de 2 300 m.

#### Cabanes et refuges
- Cabane Gura Râului (740 m)
- Cabane Taverna Pietrei Craiului
- Cabane Plaiul Foii (849 m)
- Cabane Curmătura (1 470 m)
- Cabane Brusturet (990 m)
- Refuge Grindu (1 620 m)
- Casa Folea (1 100 m)
- Cabane Pietricica
- Cabane Cascoe

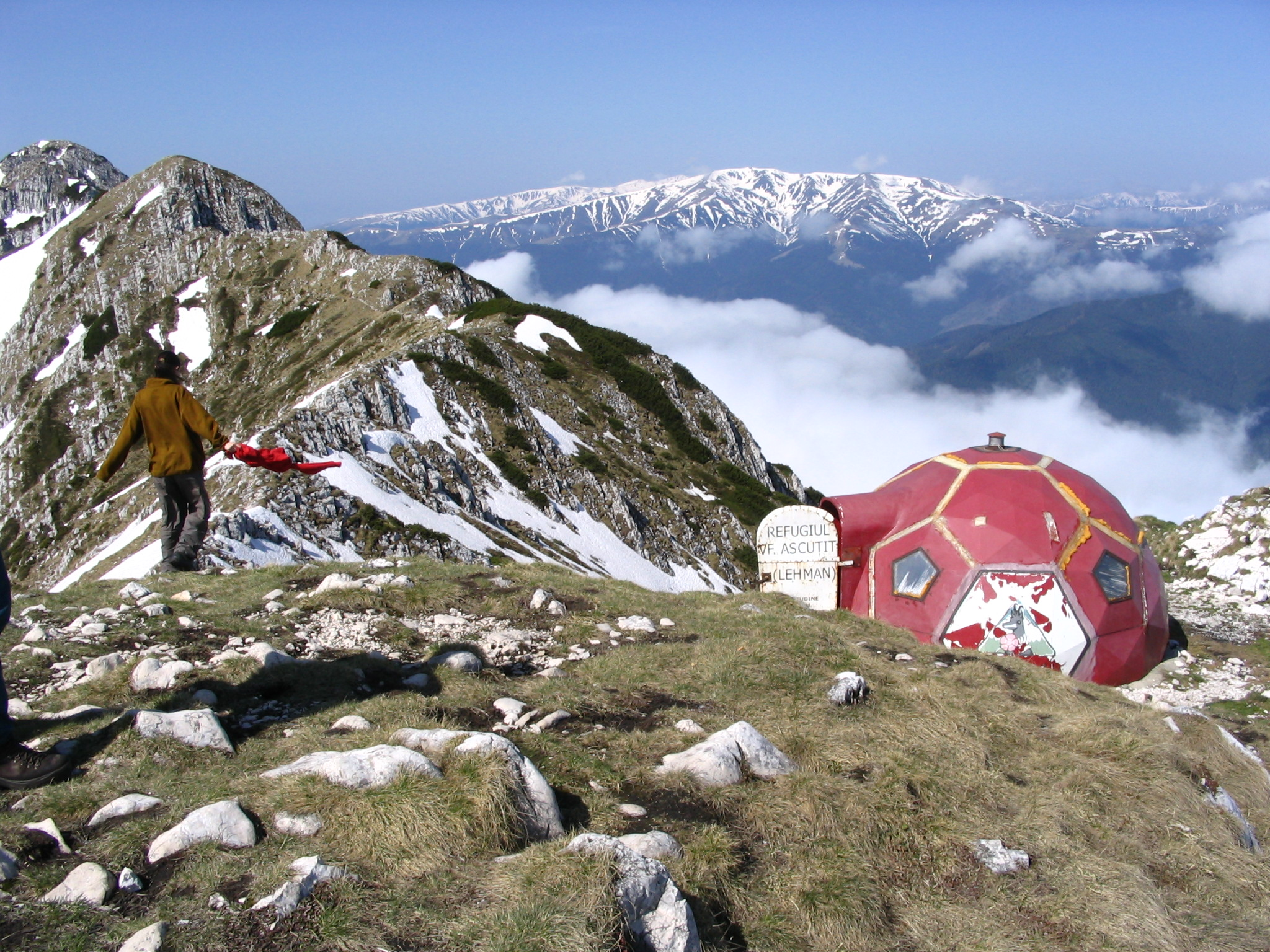
Refuge Carol Lehman, mont Ascuțit.

- Garofița Pietrei Craiului (1 085 m)
- Refuge Diana (1 480 m)
- Refuge Speranțelor (1 685 m)
- Refuge Carol Lehman
- Refuge Șpirla (1 400 m)

### Protection environnementale
Le parc national Piatra Craiului a une superficie de 14 773 ha. Il a été créé pour préserver les paysages, la flore endémique du massif et la faune. Le bureau administratif du parc national est situé à Zărnești. Un centre du visiteur a récemment été édifié à un kilomètre à l'ouest de la localité.